# Fountain County
Fountain County är ett county i delstaten Indiana, USA. År 2010 hade county 17 240 invånare. Den administrativa huvudorten (county seat) är Covington. 

## Geografi
Enligt United States Census Bureau så har countyt en total area på 1 031 km². 1 025 km² av den arean är land och 6 km² är vatten.  

### Angränsande countyn
- Tippecanoe County - nordost
- Montgomery County - öst
- Parke County - syd
- Vermillion County - sydväst
- Warren County - nordväst

### Städer och samhällen
| - Attica - Covington - Hillsboro - Kingman | - Mellott - Newtown - Veedersburg - Wallace |